# وجده
وُجده (در زبان‌های اروپایی: Oujda) یکی از شهرهای کشور مراکش است.
این شهر در نزدیکی مرز الجزایر قرار دارد.